# Salacia myrtifolia
Salacia myrtifolia är en benvedsväxtart som beskrevs av William Griffith. Salacia myrtifolia ingår i släktet Salacia och familjen Celastraceae. Inga underarter finns listade.